# Agnès Spycket

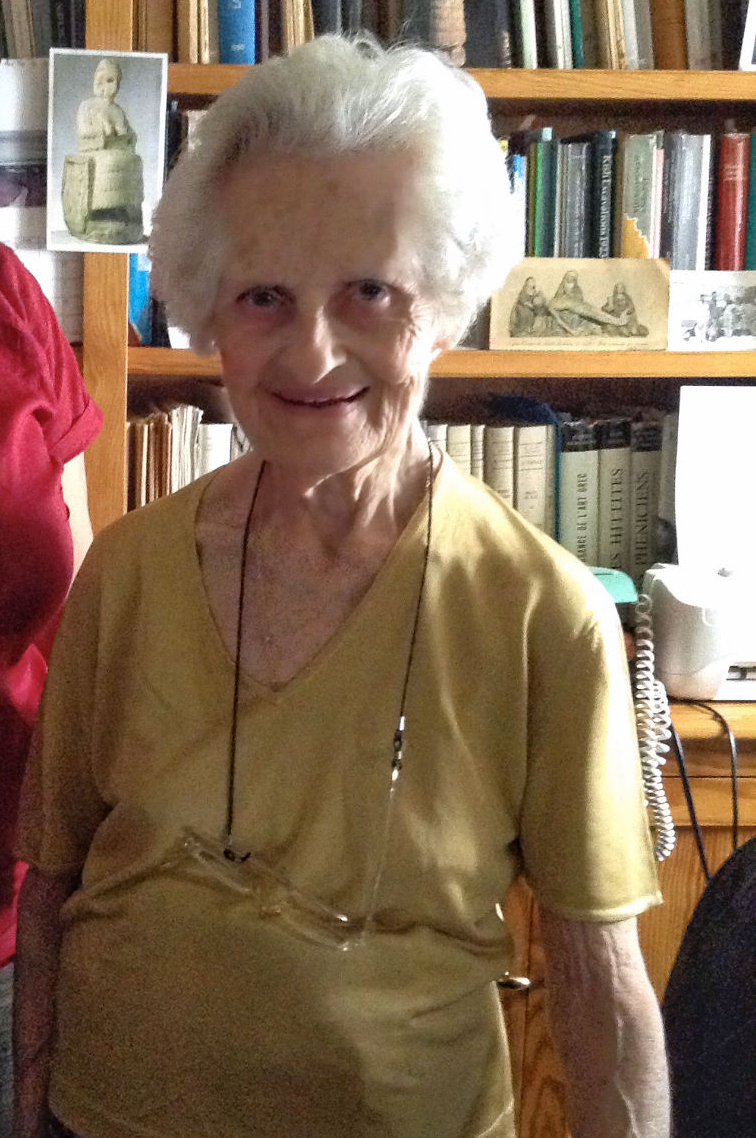
Agnès Spycket (2013)

Agnès Spycket (* 1. September 1921 in Paris; † 17. Januar 2022 ebenda) war eine französische Vorderasiatische Archäologin.

## Leben und Leistungen
Agnès Spyckets erster Kontakt mit den altorientalischen Kulturen erfolgte bei einem Besuch mit ihrem Vater im Louvre, wo sie von den assyrischen Stierfiguren sehr beeindruckt war. Dadurch wurde ihr Wunsch geweckt, sich mit diesem Themenfeld zu beschäftigen, und sie begann noch während des Zweiten Weltkrieges mit dem Studium. Zunächst belegte sie Sprachkurse in Hebräisch und Arabisch am Institut Catholique de Paris und studierte dann bei Édouard Dhorme (Hebräisch), René Labat (Akkadisch) sowie Jean Nougayrol und Raymond Jestin (Sumerisch) an der École pratique des hautes études (EPHE). An der École du Louvre studierte sie Vorderasiatische Archäologie, wobei die Veranstaltungen von Georges Contenau zu den Königsgräbern von Ur und André Parrot zu Baalbek und Byblos sie zur Entscheidung brachten, sich am Ende für die Archäologie zu entscheiden. Spycket gehörte unter anderem mit Pierre Amiet zu der Generation von Schülern und Schülerinnen, die das Glück hatten, in der unmittelbaren Nachkriegszeit gerade noch bei René Dussaud lernen zu können, aber auch schon die neue Generation von Lehrern wie Parrot und Contenau zu hören und damit von zwei Generationen der französischen Vorderasiatischen Archäologie zu profitieren. Ihre 1976 verteidigte Abschlussarbeit, betreut von André Parrot, verfasste sie über mesopotamische Frauenfrisuren (La coiffure féminine en Mésopotamie).
1946 wurde Spycket wissenschaftliche Mitarbeiterin von Édouard Dhorme am Centre national de la recherche scientifique (CNRS), der gerade erst Charles Fossey als Lehrstuhlinhaber für Assyriologie am Collège de France nachgefolgt war. Zudem war sie bis 1959 unter René Labat als Bibliothekarin am Cabinet d’assyriologie des CNRS tätig. Im Januar 1945 begann sie zudem unter Georges Contenau im Range einer Chargé de mission als ehrenamtliche Projektmanagerin im Louvre zu wirken. Hier war sie an der Neuaufstellung der Artefakte nach deren Rückkehr aus der kriegsbedingten Auslagerung beteiligt. Es war eine erfüllende, aber auch anspruchsvolle Aufgabe, weshalb Spycket die Entscheidung treffen musste, zunächst den Louvre zu verlassen, weil sie sich neben ihren übrigen Verpflichtungen nicht im nötigen Maße um diese Aufgaben kümmern konnte. Auch wenn sie in den nächsten Jahren nicht beruflich am Louvre beschäftigt war, blieb sie dessen Abteilung für altorientalische Altertümer weiterhin verbunden. Als Frau hatte sie allerdings Schwierigkeiten, zu dieser Zeit eine Männern vergleichbare Karriere zu machen. Immer wieder wurden ihr Steine in den Weg gelegt. So konnte sie erst 1966, 20 Jahre nach ihrem ersten Studienabschluss, ihre Promotion mit einer Dissertation zu den Kultstatuen in Mesopotamien (Les statues de culte dans les textes mésopotamiens, des origines à la 1re dynastie de Babylone) an der EPHE erreichen. Erneut war André Parrot ihr Betreuer. Dank des Einsatzes von Roland de Vaux wurde die Arbeit 1968 in der Reihe Cahiers de la Revue Biblique veröffentlicht. Schon 1964 kehrte sie auf den Wunsch von André Parrot als ehrenamtliche Projektleiterin an den Louvre zurück.
Erst nach dem Tod von Édouard Dhorme im Jahr 1966 konnte der Leiter der Abteilung, ihr alter Studienkollege Pierre Amiet, Spycket als wissenschaftliche Mitarbeiterin fest in der Abteilung anstellen, wo sie die 1964 in den Ruhestand getretene Marguerite Rutten ersetzte. Auch am CNRS konnte sie erst 1973 unter der Leitung von Jean Nougayrol und später Maurice Birot in die Forschergruppe eintreten und sich damit endlich ganz ihren Forschungen widmen. Auf Anregung Nougayrols entstand etwa die Arbeit La musique instrumentale mésopotamienne (Mesopotamische Instrumentalmusik). Barthel Hrouda übertrug Spycket für den Band über die Bildhauerei des Handbuches der Orientalistik die Abfassung des Kapitels über die Kultstatuen. Noch bedeutender war ihre sehr umfangreiche Arbeit zu den Statuen aus Susa, die ihr Pierre Amiet übertragen hatte. 1986 schied sie aus dem CNRS aus, blieb aber weiterhin wissenschaftlich tätig. Ihre Tätigkeit am Louvre beendete sie erst 1992. Danach ordnete sie den Nachlass von Édouard Dhorme in der bibliothèque du Saulchoir des Dominikanerordens. 2004 beendete sie ihre wissenschaftliche Tätigkeiten endgültig mit der Arbeit À temps et à contretemps. Un siècle d’archéologie et de contacts dans le domaine du Proche-Orient, in der sie sich mit mehr als einem halben Jahrhundert Forschungsgeschichte ihres Faches auseinandersetzte. Hier erinnerte sie auch an die Schwierigkeiten, die Frauen wie Lucienne Laroche, Jeanne-Marie Aynard, Marguerite Rutten oder auch sie selbst hatten, um im Fach einigermaßen Karriere machen zu können.
Als Grabungsarchäologin dauerte es bis in die 1960er Jahre, bis Spycket an Ausgrabungen im Vorderen Orient teilnehmen konnte. Nach dem Zweiten Weltkrieg wurden die Kapazitäten zunächst in Frankreich benötigt. 1962 und 1963 nahm sie an von Roland de Vaux (École Biblique) und Kathleen Kenyon (British School of Archaeology in Jerusalem) geleiteten Ausgrabungen in Jerusalem teil, 1964/1965 und 1966/1967 grub sie mit Roman Ghirshman in Susa, Iran, 1971 bis 1973 und 1975 erneut in Israel, in Tell Keïsan, 1978, 1983, 1986 und 1988 in Isin im Irak, 1994 mit Barthel Hrouda in Sirkeli in der Türkei sowie 1995 und 1997 mit Olivier Rouault und Maria-Grazia Masetti-Rouault in Ashara/Terqa. Spycket widmete sich vorrangig der Forschung, weniger der akademischen Lehre. Doch trat sie auf Bitten von André Parrot 1961 die Nachfolge von Marguerite Rutten an und hielt bis 1987 die öffentlichen Einführungskurse in Vorderasiatischer Archäologie der Rachel-Boyer-Foundation der École du Louvre. Erst 1988 beendete sie diese Tätigkeit, um stattdessen an den Grabungen in Isin teilnehmen zu können. 1978 lehrte sie für ein Semester an der University of Texas at Austin. Diese Zeit nutzte sie intensiv, um sich mit zahlreichen Forscherkollegen und Museumskuratoren in Chicago, Philadelphia und New York City zu treffen.
Während ihrer Zeit am Cabinet d’assyriologie war Spycket in die Gründung der Rencontre Assyriologique Internationale durch Jean Nougayrol und Georges Dossin eingebunden. Während des ersten Treffens 1950 in Paris fungierte sie als Tagungssekretärin und trat später auch als Historikerin der Veranstaltung hervor. Diese jährlichen Kongresse nutzte Spycket intensiv, um sich mit in- und ausländischen Fachkollegen zu vernetzen. Sie war generell vielfach auf internationalen Tagungen in Europa und den USA anzutreffen. Ihre bedeutende internationale Stellung wurde durch eine Festschrift deutlich, die ihr zu Ehren aus Anlass ihres 75. Geburtstages von Barthel Hrouda und Hermann Gasche herausgegeben wurde. 1982 wurde ihr die Silbermedaille des CNRS verliehen.
Spycket lebte in der Pariser Rue de la Rochefoucauld, wo sie auch nach zuletzt schwereren gesundheitlichen Problemen in kleinem Kreis ihren 100. Geburtstag feiern konnte. Viereinhalb Monate später ist sie dort friedlich verstorben. Mit ihr starb die letzte Verbindung zu einer großen Generation französischer Forscher zu den altorientalischen Kulturen.

## Publikationen (Auswahl)
- Les statues de culte dans les textes mésopotamiens, des origines à la 1re dynastie de Babylone. Gabalda, Paris 1968.
- La statuaire du proche-orient ancien (= Der Alte Vordere Orient. Abschnitt 2: Die Denkmäler, B, Vorderasien, Lieferung 2). Brill, Leiden und Köln 1981, ISBN 90-04-06248-3.
- mit Karten Karstens und Uwe Kramm: Eine frühdynastische Frauen-Statuette in der Prähistorischen Staatssammlung München (= Münchener vorderasiatische Studien. Band 7) Münchener Universitäts-Schriften der Philosophischen Fakultät. Band 12). Profil-Verlag, München 1990, ISBN 3-89019-261-0.
- Ville royale de Suse VI. Les Figurines de Suse, Vol. I. Les figurines humaines IVe-IIe millénaires av. J.-C. (= Mémoires de la délégation archéologique en Iran. Band 52). Gabalda, Paris 1992, ISBN 2-85021-053-6.